# 君が寝てる姿が好きなんだ。なぜなら君はとても美しいのにそれに全く気がついていないから。
『君が寝てる姿が好きなんだ。なぜなら君はとても美しいのにそれに全く気がついていないから。』（きみのねてるすがたがすきなんだ。なぜならきみはとてもうつくしいのにそれにまったくきがついていないから。 I Like It When You Sleep, for You Are So Beautiful yet So Unaware of It）は、2016年にリリースされたThe 1975の2枚目のスタジオ・アルバムである。

## 概要
前作『THE 1975』に引き続き全英アルバムチャート首位を獲得したほか、Billboard 200でも初の首位となった。

## 収録曲
1. The 1975 - The 1975
2. ラヴ・ミー - Love Me
3. アー!　- Ugh!
4. ア・チェンジ・オブ・ハート - A Change of Heart
5. シーズ・アメリカン - She's American
6. イフ・アイ・ビリーヴ・ユー - If I Believe You
7. プリーズ・ビー・ネイキッド - Please Be Naked
8. ロストマイヘッド - Lostmyhead
9. ザ・バラード・オブ・ミー・アンド・マイ・ブレイン - The Ballad of Me and My Brain
10. サムバディ・エルス - Somebody Else
11. ラヴィング・サムワン - Loving Someone
12. 君が寝てる姿が好きなんだ。なぜなら君はとても美しいのにそれに全く気がついていないから。 - I Like It When You Sleep, for You Are So Beautiful yet So Unaware of It
13. ザ・サウンド - The Sound
14. ディス・マスト・ビー・マイ・ドリーム - This Must Be My Dream
15. パリ - Paris
16. ナナ - Nana
17. シー・レイズ・ダウン - She Lays Down
18. ア・チェンジ・オブ・ハート（デモ） - A Change of Heart (Demo)
19. ハウ・トゥ・ドロー - How to Draw